# НикВести
НикВести — інформаційно-аналітичне інтернет-видання Миколаєва, публікується українською мовою, англійською та російською мовою. Основна тематика — політика, соціальні проблеми, економіка. Головний редактор — Катерина Середа.

## Історія
Засноване у 2009 році. Директор — Олег Деренюга, переможець загальноміського конкурсу Городянин року у 2020 році в номінації «Засоби масової інформації».
Головний редактор — Середа Катерина Вікторівна.
За відомостями держреєстру друкованих ЗМІ та інформаційних агентств засновником «НикВести» є ПП «НикВести Продакшн», засновником якого значаться Деренюга Олег Анатолійович та Янішевська Оксана Альбінівна.
Відповідно до вимог Закону України «Про медіа» видання «НикВести» внесено до Реєстру суб'єктів у сфері медіа з ідентифікатором R40-00984.

## Тематика
Онлайн-видання розміщує на своїх сторінках матеріали різноманітної тематики: загальноукраїнські новини, місцеві миколаївські новини, актуальні матеріали, аналітичні статті, журналістські розслідування, інтерв'ю з місцевими лідерами громадської думки. Приділяється увага особистим блогам.
Протягом багатьох років видання систематично та детально висвітлює роботу органів місцевого самоврядування та виконавчої влади в Миколаївській області.
«НикВести» активно виробляють власний відеоконтент. У 2017 році запустили власну студію, де записуються відеопрограми та інтерв‘ю з бізнесменами та політиками, що публікуються на каналі видання у YouTube.
У травні 2017 року запустили проєкт про творче життя Миколаєва з відомим миколаївським музикантом Володимиром Алєксєєвим «Але, Алексеев». Наприкінці року презентували перший випуск проєкту журналістських розслідувань «Чергова зрада». У 2018 видання розпочало зйомки циклу передач про місцевих виробників «Зроблено в Миколаєві». У 2019 стартували одразу ж два проєкти: підкаст «Светский Союз» за участі відомих миколаївців та live шоу «Слухи народа», у якому коміки обговорюють із присутніми у залі глядачами актуальні новини України та світу.
Єдине інформаційне видання Миколаївської області, що веде прямі виїзні трансляції у Youtube [Архівовано 21 березня 2018 у Wayback Machine.] Так, у 2019 році команда «НикВести» організувала та провела в дні першого і другого туру виборів президента України телемарафони, які тривали понад 5 годин. Крім того, знімальна група видання разом із журналістами ведуть прямі трансляції на багатьох заходах, офіціальних візитах перших осіб державі, а також висвітлюють діяльність органів місцевої влади.

### Місцеві вибори 2020
Під час місцевих виборів 2020 року у Миколаєві видання НикВести запустило власне політичне ток-шоу «Битва за місто». Зйомки відбувались на території комплексу «8* причал» та транслювались у прямому ефірі на місцевому телебаченні та Youtube-каналі видання. Програма створена за підтримки телеканалів «МАРТ» та «НІС-ТВ». Автор та ведучий програми став Олег Деренюга. Гостями ток-шоу, де обговорювались проблеми та перспективи Миколаєва та Миколаївської області стали кандидати в депутати та міські голови Миколаєва.
За час передвиборчої кампанії було записано 6 випусків телепрограми. Фактично «Битва за місто» стала єдиним публічним майданчиком на виборах до Миколаївських міської та обласної рад, а також міського голови Миколаєва. 2020 році. В рамках телепрограми відбулись публічні дебати кандидатів на посаду Миколаївського міського голови у першому турі виборів, в яких взяли участь Сєнкевич Олександр Федорович, Садиков Олександр Валерійович, Домбровська Тетяна Миколаївна, Гранатуров Юрій Ісайович та Круглов Микола Петрович. Єдиним кандидатом у міські голови, який проігнорував запрошення до участі у програмі став висуванець партії «Опозиційна платформа - За життя» Чайка Владислав Володимирович.

#### Екзит-пол НикВести
22 листопада у Миколаєві відбувся другий тур виборів міського голови. У прямому ефірі спецвипуску програми  «Битва за місто» — «Ніч виборів у Миколаєві» видання НикВести представило результати власного екзит-полу, де назвало Олександра Сєнкевича переможцем виборів ще до офіційного підрахунку голосів виборчою комісією.
Результати екзит-полу НикВести у другому турі виборів Миколаївського міського голови в 2020 році:
- Олександр Сєнкевич — 61,6%
- Владислав Чайка — 38,4%.

За офіційними результатами виборів, Олександр Сєнкевич був переобраний на посаду міського голови, набравши  59,74% голосів виборців. Владислав Чайка посів друге місце з результатом 40,26%.

### Війна РФ в Україні 2022
З початку російського вторгнення до України у лютому 2022 року НикВести активно фіксує наслідки бойових дій та злочини Російської Федерації на території Миколаївської області.
У травні 2022 року видання НикВести, а також телеканали «МАРТ» і «НІС-ТВ» запустили спільний спецпроєкт «єНовини». Студія «єНовин» розповідає про важливі події, які відбулись у Миколаєві та Миколаївській області, ситуацію на фронті, наслідки обстрілів, розповідає історії людей, які постраждали від війни Росії в Україні. Випуски програми виходять по буднях в ефірах місцевих телеканалів, а також на сторінці НикВести у YouTube.

## Рейтинги
У 2018 році за результатами соціологічного дослідження, проведеного ТОВ Центр з вивчення громадської думки «Наваль-Експерт» на замовлення Миколаївської міської ради, визначено, що переважна більшість містян отримують інформацію про діяльність місцевої влади з інтернет-джерел. НикВести у лідерах за популярністю серед жителів Миколаєва за результатами опитування.
За даними SimilarWeb, протягом лютого — квітня 2022 року НикВести знаходилось на 1 010 місці за кількістю переглядів серед українських онлайн-медіа. У 2023 році видання знаходиться на 431 місці серед українських медіа-видань.

## Продакшн
- Фільм «Вихідний» (2017 рік)

Короткометражний фільм показує, як в Миколаєві проходило святкування Дня перемоги 9 травня 2017 року.
Режисер: Жанна Максименко-Довгич
Продюсер: Оксана Янішевська  
- Документальний фільм «Миколаїв. Хроніки протесту» (2018 рік)

Фільм присвячений всім полеглим за незалежність України.
Автор сценарію і режисер: Жанна Максименко-Довгич
Генеральний продюсер: Оксана Янішевська